# Синдром отложенной жизни
Синдром отложенной жизни (СОЖ) — группа жизненных сценариев, заключающихся в том, что живущий в таком сценарии человек искренне и часто неосознанно считает, что пока он не живёт настоящей жизнью, а лишь готовится к ней. Сегодняшняя жизнь воспринимается как не вполне значимая, как черновик перед чем-то бо́льшим.

## Суть синдрома
Для синдрома отложенной жизни выделяют следующие симптомы:
1. Наличие поворотного момента, после которого жизнь превращается из подготовительной в реальную. Жизнь делится на «период ожидания», короткий период «достижения» и «период вознаграждения» — «настоящая» жизнь.
2. Данная точка отсчёта становится для человека сверхценностью.
3. При сравнении жизни «до» и «после» воображаемой точки отсчета, жизнь после поворотного момента представляется заполненной значимыми ценностями. Происходящие в настоящем времени события представляются как несущественные, второстепенные.
4. Присутствует чувство неловкости и тревоги в ситуациях проявления собственных склонностей, способностей.
5. Жизнь после поворотного момента представляется нечётко, отсутствуют определённые планы, цели. Человек говорит о том, что «начнётся настоящая жизнь», «тогда заживём».
6. Присутствует склонность к накопительству, экономии, самоутешению; стремление к подавлению значимых эмоций; повышенный интерес к жизни других людей.
7. Развитие синдрома длится более 5 лет.
8. Данный образ мысли представляется человеку естественным[2].

Людей, подверженных СОЖ, можно разделить на три группы. 
К первой относятся те, кто фанатично идёт к своей цели. Для них характерны «сценарии достижения», в рамках которых человек, упорно добиваясь чего-то (покупки, спортивного достижения, переезда в столицу), длительное время ведёт особый, ограниченный требованиями продвижения к цели образ жизни. 
Второй тип людей сконцентрирован на достижении чужих целей, а достижение своих откладывает. Для них характерно нежелание брать ответственность за собственную жизнь. 
Третий тип людей выбирает стратегию терпеливого ожидания, а не деятельного вмешательства в течение собственной жизни. Это связано с недостаточностью личностных ресурсов.
Таким образом, как отмечается в работе, понятие «синдром отложенной жизни» является обобщающим для целого класса явлений. Сценарий отложенной жизни может формироваться под влиянием как внешних факторов (среда проживания, профессиональная принадлежность), так и внутренних (особенностей отношения личности к объективно существующим условиям).

## История понятия
Понятие «синдром отложенной жизни» ввел доктор психологических наук профессор В. П. Серкин в 1997 году при изучении психологии временщичества у жителей севера — людей, которые годами живут идеей переезда и верят, что их настоящая жизнь начнется когда-нибудь потом. Дальнейшее развитие идеи автор приводит в статье, посвященной неврозу отложенной жизни. Если обобщенная схема механизма невроза «хочу — не могу», то обобщенная схема механизма невроза отложенной жизни: «хочу — могу — не позволяю себе». Вероятно, сам феномен был свойственен людям задолго до появления термина, и был описан и рассмотрен еще на литературном уровне. Так, в статье в качестве примера приводят персонажа Маргарет Митчелл Скарлетт О’Хара и её классическую фразу: «Я подумаю об этом завтра». По мнению самого В. П. Серкина, первое упоминание о СОЖ можно найти у Р. Киплинга при описании жизни англичанина, проживавшего в колонии и ждущего возвращения в Англию, чтобы начать «реальную» жизнь. В других источниках невроз отложенной жизни называют новой формой эмоционально-личностных расстройств, вызванной резким изменением жизни в связи с развитием современных технологий.

## Последствия СОЖ для человека
Тема синдрома отложенной жизни очень актуальна, так как человек зачастую не осознает его. При этом человек откладывает главное на будущее, в итоге либо концентрируясь на одной цели, отвергая все другие стороны жизни, либо заполняя жизнь второстепенными событиями и чужими целями. Идя к определенной цели, человек отказывает себе и своим близким в реализации других значимых целей. Примеры поведения, которые включают воздержание до достижения определенной цели, встречаются повсеместно. Однако, если эта схема реализуется годами, то напряжение нерешенных проблем начинает проявляться в виде постоянных невротических нарушений. Фрустрирующими факторами для человека являются невозможность вести такой образ жизни, какой он осознанно или несознательно считает личностно и социально правильным и благополучным. Для описания неврологических проявлений, связанных с реализацией СОЖ, В. Н. Серкин ввел понятие «невроза отложенной жизни». Невротик стремится защититься от проблем, например, забыть их на время, найти временные сублимирующие заменители предмета потребности. Когда количество нерешенных проблем превышает некий критический уровень, происходит невротический срыв, заметный для окружающих. Оказание специализированной консультативной помощи или рефлексивные усилия могут вернуть человека к деятельной настоящей жизни. Необходимо акцентировать внимание не на симптомах синдрома, а на его причинах. Это позволит снизить количество людей, существующих с представлением о том, что их жизнь начнется когда-нибудь потом.

## Критика
На волне популярности понятия «синдром отложенной жизни» не стоит забывать, что для достижения значительной цели обычно необходимо затратить много времени и усилий. Только планомерная и часто рутинная работа позволяет человеку стать экспертом, профессионалом, мастером в своем деле. Обращает на себя внимание, что популярные источники пытаются приписать этот синдром практически каждому человеку, в то время как в научной среде СОЖ обычно описывают для определенных, узко очерченных групп населения: вахтовиков, жителей северных городов и т. д.

## Влияние СОЖ на общество
Синдрому отложенной жизни могут быть подвержены представители всех слоев населения и возрастных групп. В некоторых группах он, вероятно, распространен шире. Например, типичным СОЖ является описанный В. П. Серкиным «северный сценарий»: жители северных городов считают, что «настоящая жизнь» начнется потом, когда они переедут в более южные районы, а сейчас идет подготовка к ней — зарабатывание денег. В северных регионах до 80 % взрослого населения хотели бы уехать в другой регион, если бы была возможность. В настоящее время это явление получило широкое распространение не только на Севере или в провинции, но и среди жителей больших городов, которые считают, что их жизнь начнется после каких-то достижений, покупок, событий. Статистические данные показывают, что в прослойке менеджеров высшего звена, руководителей, богатых граждан этот феномен перерос в болезнь, которая проявляется трудоголизмом. Он получил название «стратегии отложенной жизни» или «директорской болезни» и занимает второе место по обращениям в психологические и медицинские учреждения. Распространение и пренебрежение проблемой СОЖ в обществе усугубляется тем, что такое поведение может одобряться окружающими, которые придерживаются сходных жизненных сценариев. Негативные проявления СОЖ можно обнаружить в глубоких социальных и экономических проблемах современного общества: снижении рождаемости, появлении социальных сирот, вынужденной миграции. Феномен «вахтовика», или «временщика» приводит к тому, что молодые и энергичные жители не связывают свое будущее с местом, где проживают; население плохо укореняется.

## Использование принципа СОЖ в массовой культуре
Термин «синдром отложенной жизни» в настоящее время весьма распространен в массовой культуре. Существует множество художественных публикаций и статей в интернете, затрагивающих этот вопрос, в то время как в научном сообществе этого термина часто стараются избегать. В современном обществе СОЖ часто становится лозунгом в различных рекламных акциях и компаниях, которые зазывают делать покупки, мотивируя это тем, что жизнь нужно проживать как можно ярче. Типичный пример подобных лозунгов: «Не откладывай жизнь на завтра! Потребительский кредит можно оформить за 10 минут!». Под предлогом избавления от СОЖ продают разнообразные сомнительные тренинги. Спекуляция на популярном понятии «синдром отложенной жизни» помогает втягивать людей в еще большую зависимость. Таким образом, синдром отложенной жизни — одна из проблем общества, усугубившаяся в связи с современными условиями жизни и наиболее часто выявляемая среди определенных групп населения. Профессиональная помощь людям с данной проблемой имеет практическое значение, однако широкая, не опирающаяся на научные знания, популяризация данного понятия может стать механизмом манипуляции людьми.